# Hirsutipes
Hirsutipes là một chi bướm đêm thuộc họ Erebidae.